# Maciej Zięba
Maciej Zięba (* 24. Januar 1987 in Chocianów) ist ein polnischer Fußballspieler, der auch die deutsche Staatsangehörigkeit besitzt. Er spielt im Mittelfeld als rechter oder linker Flügelspieler und steht seit 2017 beim SC Düsseldorf-West unter Vertrag.

## Karriere
Zięba wurde in Polen geboren und wuchs in Deutschland auf. Hier hatte er mit dem Fußballspielen beim unterklassigen SV Wermelskirchen begonnen, bevor er im Sommer 2004 in die Jugend der Wuppertaler SV Borussia wechselte. Nach einem Jahr kehrte er nach Wermelskirchen zurück. Erneut ein Jahr später wechselte er zur zweiten Mannschaft des Bundesligisten Bayer 04 Leverkusen. Während er in seinen ersten beiden Jahren nur Ergänzungsspieler war, gehörte er von 2008 bis 2011 zur Stammelf. Insgesamt kam er zu 111 Einsätzen und erzielte 21 Tore. Den Sprung in den Profikader schaffte er jedoch nicht.
Im August 2011 wechselte Zięba erneut zum Regionalligisten Wuppertaler SV Borussia. Er unterschrieb einen Einjahresvertrag. In der Saison 2011/12 kam Zięba als Stammspieler zu 31 Einsätzen und erzielte neun Tore. Ende Mai 2012 kündigte er seinen Abschied nach der Saison an.
Der Drittligist SV Wehen Wiesbaden verpflichtete Zięba daraufhin; er unterschrieb einen bis Ende Juni 2014 laufenden Vertrag. Am 21. Juli 2012, dem 1. Spieltag der Drittligasaison 2012/13, kam Zięba zu seinem Debüt im Profifußball beim 3:1-Heimsieg gegen FC Rot-Weiß Erfurt in der Startelf.
Im Januar 2015 unterschrieb er einen Vertrag bei Alemannia Aachen. Nach eineinhalb Jahren bei den Aachenern wechselte er im Sommer 2016 zum Nord-Regionalligisten BSV Rehden. Ende August 2017 wurde Zieba vom Oberligisten SC Düsseldorf-West für die Oberliga Niederrhein, kurz vor dem Stadtderby gegen TuRU Düsseldorf, verpflichtet. 2019 stieg er mit dem SC West in die Landesliga ab.